# Liste der Monuments historiques in Passavant-sur-Layon
Die Liste der Monuments historiques in Passavant-sur-Layon führt die Monuments historiques in der französischen Gemeinde Passavant-sur-Layon auf.

## Liste der Bauwerke
| Bezeichnung                            | Beschreibung                  | Standort | Kennzeichnung | Schutzstatus | Datum | Bild |
| -------------------------------------- | ----------------------------- | -------- | ------------- | ------------ | ----- | ---- |
| Kapelle und Chor der Kirche St-Étienne | Erbaut im 11. Jahrhundert     | (Lage)   | PA00109227    | Classé       | 1926  |      |
| Schloss                                | Erbaut ab dem 11. Jahrhundert | (Lage)   | PA49000023    | Inscrit      | 1999  |      |

## Liste der Objekte
- Monuments historiques (Objekte) in Passavant-sur-Layon in der Base Palissy des französischen Kultusministeriums